# Dingling (Tang)
Dingling (定陵, Dìnglíng) är ett mausoleum där den kinesiska kejsaren Zhongzong begravd. Dingling finns 15 km norr om Fuping utanför Xi'an i Shaanxiprovinsen i Kina. Dingling är en av arton kejsargravar från Tangdynastin (618–907) som är placerade längs ett drygt 140 km långt pärlband av gravar norr om Xi'an.
Kejsar Zhongzong, som dog och begravdes år 710, var Tangdynastins fjärde kejsare. Liksom en stor del av Tangdynastins kejsare är även kejsar Zhongzong begravd inuti ett naturligt berg.
Namnet Dingling har även använts för andra kinesiska kejsargravar. Mingdynastins kejsare Wanli (död 1620) är begravd i Dingling norr om Peking och Qingdynastins kejsare Xianfeng (död 1861) är begravd i Dingling i Östra Qinggravarna öster om Peking.